# Irina Podgorny
Irina Podgorny (Quilmes, 1963) es una antropóloga e historiadora de la ciencia argentina. Se desempeña como investigadora principal del CONICET en el Archivo Histórico de la Universidad Nacional de La Plata. Fue ganadora del Premio Bernardo Houssay.

## Biografía
Irina Podgorny nació en Quilmes, Argentina, en 1963. Estudió antropología en La Plata desde 1981 hasta 1987 y luego comenzó sus estudios de posgrado en Historia social e Historia de las ideas en la Universidad de Buenos Aires en 1988, finalizando en 1993. Al año siguiente, se doctoró con la tesis Arqueología y Educación: la inclusión de la arqueología pampeana en la educación argentina (1993), bajo la dirección del prestigioso antropólogo Gustavo Politis. De 2001 a 2012, Podgorny fue profesora de Historia de la Ciencia en la Universidad de Quilmes.
En 2002-03, Podgorny fue galardonada con la beca de la  Fundación Humboldt y fue investigadora visitante en Berlín en 1998 (y nuevamente en 2009-11), París en 1999, y Nueva York en 2010. Podgorny ha sido un profesora visitante en Río de Janeiro entre 2000-01, París en 2008, en  EHESS en 2010, y tuvo la cátedra Lewis P. Jones en Wofford College en Carolina del Sur en 2012 
Es Investigadora de CONICET y desde 2013 dirige un programa de investigación binacional entre CONICET y Université Paris Diderot.

## Obras
- Arqueología de la educación. Textos, indicios, monumentos (Sociedad Argentina de Antropología, 1999)[6][4]
- El argentino despertar de las faunas y de las gentes prehistóricas. Coleccionistas, Museos y estudiosos en la Argentina entre 1880 y 1910 (1999)[4]
- El Argentino despertar de las faunas y de las gentes prehistóricas. Coleccionistas, estudiosos, museos y universidad en la creación del patrimonio paleontológico y arqueológico nacional (1875-1913) (Eudeba, 2000)[7]
- El desierto en una vitrina: museos e historia natural (Limusa, 2008), junto a Maria Margaret Lopes[8]
- El sendero del tiempo y de las causas accidentales. Los espacios de la prehistoria en la Argentina, 1850-1910 (Prohistoria Ediciones, 2009)[9][10]
- Crónicas de remedios incurables (Eterna Cadencia Editora, 2012),[11]
- Editoria junto a Miruna Achim de Museos al detalle: colecciones, antigüedades e historia natural (Prohistoria Ediciones, 2013).[12]
- Florentino Ameghino y hermanos (Edhasa, 2021)